# Asplenium geppii
Asplenium geppii là một loài thực vật có mạch trong họ Aspleniaceae. Loài này được Carruth. miêu tả khoa học đầu tiên năm 1901.